# 1882年鐵路
此條目列出1882年發生有關鐵路運輸的事件。

## 事件

### 1月
- 1月1日：聖哥達鐵路隧道通車。

### 5月
- 5月15日：柏林火車總站的前身萊爾特車站啟用。

### 10月
- 10月10日：東方快車測試列車由巴黎開往維也納，10月14日回程抵達巴黎。